# Parapallene capillata
Parapallene capillata är en havsspindelart som beskrevs av Stock, J.H. 1954. Parapallene capillata ingår i släktet Parapallene och familjen Callipallenidae. Inga underarter finns listade i Catalogue of Life.